# Samuel Smith (1754-1834)
Pour l’article homonyme, voir Samuel Smith.
Samuel Smith (14 avril 1754 - 12 mars 1834) est un député conservateur britannique et un banquier.

## Biographie
Samuel Smith est le quatrième fils d'Abel Smith (1717-1788), riche banquier de Nottingham et député. Quatre de ses frères sont également membres du Parlement et l'un d'entre eux, Robert Smith (1er baron Carrington), est élevé à la pairie sous le nom de baron Carrington. Une partie de la fortune familiale est consacrée à l'achat du contrôle de deux circonscriptions de Wendover et Midhurst, et Carrington garde les sièges presque exclusivement à l'usage de divers membres de la famille Smith jusqu'à ce que la réforme parlementaire de 1832 supprime les circonscriptions.
Il entre au Parlement en 1788 en tant que député de Saint-Germain et est député pendant 44 ans, représentant également Leicester (1790-1818), Midhurst (1818-1820) et Wendover (1820-1832). Lui et son fils Abel Smith (1788-1859) sont les derniers députés de Wendover, qui siègent ensemble les deux dernières années précédant l'abolition de la circonscription. En 1826, étant le plus ancien député, il est le père de la Chambre. Il ne revient pas au Parlement après la réforme de 1832, décédant deux ans plus tard.
En 1801, Smith achète Woodhall Park dans le Hertfordshire, qui appartient toujours à ses descendants.

## Famille
Il épouse Elizabeth Turnor le 2 décembre 1783. Ils ont sept filles et quatre fils. Outre son fils Abel, son petit-fils, Samuel George Smith (en), est député.
Plusieurs de ses enfants se sont mariés dans la famille du comte de Leven. Le fils aîné, Abel Smith, épouse le 28 août 1822 Lady Marianne Leslie-Melville, fille cadette de John Leslie-Melville (9e comte de Leven). Le troisième fils, Henry Smith, épouse Lady Lucy Leslie-Melville, fille aînée du comte de Leven, le 9 juillet 1824. La fille cadette, Charlotte Smith, épouse l'hon. Alexander Leslie-Melville, cinquième fils du 9e comte de Leven, le 19 octobre 1825. En outre, son petit-fils Henry Abel Smith (1826-1890), fils de Henry Smith et de lady Lucy Leslie-Melville, épouse sa cousine Elizabeth Mary Pym, fille de Francis Pym et Lady Jane Elizabeth Leslie-Melville, deuxième fille du 9e comte de Leven, le 30 octobre 1849. Ils sont les grands-parents de sir Henry Abel Smith gouverneur de Queensland.